# Павло Чомпа
Павло Чомпа (1867—1913) — економіст початку XX століття. Автор поняття «економетрія».

## Біографія
Народився у 1867 році. Був службовцем Австро-Угорського банку у Львові. У 1910-х роках Чомпа обіймав посаду директора бухгалтерії Крайового банку королівства Галичини і Волині з Великим Герцогством Краківським.

## Наукова діяльність
Опублікував низку праць на економічно-статистичну тематику. Серед них виділяється «Порадник у грошових і податкових справах» (1904), у якому в доступній формі викладалися відомості про гроші, заощадження, податки, цінні папери, грошові вклади, економічні обчислення тощо. В цій книзі Чомпа аналізує марнотратство у побуті та закликає до заощадливості та розумного витрачання грошей.
У першій половині 1910 р. Павло Чомпа завершує дослідження «Нариси економетрії і на національній економії вибудованої природної теорії бухгалтерії», яке заклало основу економетрії. У цьому дослідженні Чомпа доводить хибність тогочасної методології складання балансів. Запропонована ним теорія ґрунтувалася на теорії цінності, що відрізняло її від тогочасного алгебраїчного методу оцінювання майна. Якщо останній оцінював лише майно, вільне від боргів, то теорія Чомпи принципово розрізняла майно та капітал.

## Визнання
Економетричне дослідження П. Чомпи вперше випробували викладачі Торгової академії у Львові. Лауреат Нобелівської премії з економетрії Раґнар Фріш визнав, що до появи його статті у 1926 році, присвяченої економетрії, з цієї проблеми була опублікована монографія у 1910 році у Львові. Ернст Р. Берндт у своєму підручнику з економетрії називає Павла Чомпу автором поняття «економетрія». Цей термін Павлом Чомпою був введений німецькою мовою як Oekonometrie